# Токарєв Микола Данилович
Микола Данилович Токарєв (при народженні — Воржесинський; 19 грудня 1915 — 24 липня 1978) — радянський військовик, капітан. Учасник німецько-радянської війни. Був позбавлений звання Герой Радянського Союзу через «необґрунтованість подання».

## Біографія
Микола Воржесинський народився 19 грудня 1915 року в селі Єрмаківське Єнісейської губернії Російської імперії (нині Єрмаківський район Красноярського краю) в селянській сім'ї. У 1922 році змінив прізвище на «Токарєв». У 1930 році він закінчив чотири класи початкової школи, після чого працював у колгоспі імені С. М. Будьонного на посаді фінансового агента при сільраді. В 1936 Токарєв закінчив курси голів сільпо в Єрмаковському, після чого працював головою сільпо і бригадиром.
У квітні 1936 року Токарєв був призваний на службу в Робітничо-селянську Червону Армію. В лютому 1937 року він закінчив полкову школу 76-го стрілкового полка 150-й стрілкової дивізії Особливої Червонопрапорної Далекосхідної армії в місті Ворошилов (нині — Уссурійськ) Приморського краю, потім до травня 1938 року проходив службу на посаді помічника командира взводу у 85-му воєнному складі РСЧА. У січні 1939 року Токарєв закінчив курси молодших лейтенантів, командував взводом 94-го стрілецького полку 32-ї стрілецької дивізії у Далекому Сході. У червні 1940 року закінчив курси удосконалення головного складу командирів рот Сибірського військового округу в місті Ачинську Красноярського краю. У березні 1941 він був призначений командиром стрілецької роти у своєму полку.
З липня 1941 — на фронтах Другої Світової війни. У першому ж бою 18 липня 1941 Токарєв був важко поранений, півроку лікувався в госпіталі у Новосибірську. У грудні 1941 року його було призначено командиром мінометної роти 957-го стрілецького полку 309-ї стрілецької дивізії 6-ї резервної армії. У липні 1942 року знову повернувся на фронт. Брав участь в оборонних боях на Дону влітку-восени 1942 року, в Острогозько-Россошанській, Воронезько-Касторненській та Харківській операціях, Курській битві, битві за Дніпро. Відзначився в зимовому наступі в січні-лютому 1943 року і в боях за звільнення Бєлгорода, в яких його рота завдала німцям великих втрат, а сам Токарєв замінив у бою командира батальйону, що вибув, і успішно керував його діями в бою. У тому ж лютому 1943 був поранений. До травня лікувався у шпиталі.
До початку битви за Дніпро капітан Микола Данилович Токарєв командував батальйоном 957-го стрілецького полку 309-ї стрілецької дивізії 40-ї армії Воронезького фронту. Відзначився у боях на підступах до Дніпра та під час його форсування в районі села Щучинка Кагарлицького району Київської області Української РСР. 2 вересня 1943 року батальйон прорвав оборону німецьких підрозділів на річці Псел, після чого з боями пройшов 300 кілометрів, звільнив безліч населених пунктів, брав участь у визволенні міста Пирятин. У цих боях батальйоном було знищено щонайменше 300 солдатів супротивника. У ніч із 23 на 24 вересня 1943 року Токарєв безпосередньо керував переправою батальйону через Дніпро, незважаючи на масований ворожий вогонь. 25 вересня 1943 року Токарев був поранений і відправлений до госпіталю.
23 жовтня 1943 року Указом Президії Верховної Ради СРСР за «мужність та героїзм, проявлені при виконанні завдань командування на фронті боротьби з німецько-фашистськими загарбниками» капітан Микола Токарєв був удостоєний високого звання Героя Радянського Союза з врученням ордена Леніна і медалі «Золота Зірка» за номером 2544.
З березня 1944 року Токарєв навчався на курсах «Постріл».
20 червня 1944 року по військам 1-го Українського фронту було видано наказ № 1070 «Про незаслужене подання до звання Героя Радянського Союзу капітана Токарєва та старшого лейтенанта Наумкіна». За підсумками проведеного розслідування до Президії Верховної Ради СРСР пішло клопотання про позбавлення цих офіцерів звання Героя Радянського Союзу. 11 вересня 1944 року Указ Президії Верховної Ради СРСР від 23 жовтня 1943 року щодо присвоєння звання Героя Радянського Союзу Токарєву Миколі Даниловичу було скасовано «у зв'язку з необґрунтованим поданням» (виявилося, що він насправді не форсував Дніпро з усіма, а лишився на лівому березі).
У січні-березні 1945 року лікувався у санаторії П'ятигорська. З березня 1945 року Токарєв знову на фронті, повернувся на ту саму посаду. Брав участь в облозі Бреслау (нині польський Вроцлав), батальйон під його командуванням захопив два міські квартали і завдав великих втрат захисникам.
З травня 1945 року Токарєв був командиром батальйону 116-го гвардійського стрілецького полку 40-ї гвардійської стрілецької дивізії 4-ї гвардійської армії у Центральній групі військ. У січні 1946 року Токарєва було призначено командиром стрілецького батальйону в 57-му гвардійському стрілецькому полку 17-ї гвардійської механізованої дивізії. У липні 1946 року Токарєв був переведений у запас.
9 вересня 1965 року Токарєв написав скаргу на ім'я Леоніда Брежнєва, потім ще кілька разів писав клопотання, але домогтися відновлення в званні Героя йому так і не вдалося.
Проживав і працював у місті Генічеськ Херсонської області Української РСР, потім у місті Кизил Тувінської АРСР. У грудні 1970 року його було переведено із запасу у відставку. Помер 24 липня 1978 року у селі Єрмаківське, в той час, коли гостював у свого брата. Тіло було перевезене до міста Кизил, де і був похований.
Був також нагороджений орденами Вітчизняної війни 1-го ступеня (23.04.1943) та 2-го ступеня (06.06.1945), медалями «За визволення Варшави», «За перемогу над Німеччиною» та іншими.
Погруддя М. Д. Токарєва встановлено на Алеї Слави в Кизилі серед бюстів інших Героїв Радянського Союзу, які жили в цьому місті.